# マイルス・デイヴィス Vol.2
マイルス・デイヴィス Vol.2（Miles Davis Vol.2）は、ジャズトランペット奏者マイルス・デイヴィスのアルバム（10インチLP）。1953年リリース。レコード番号BLP5022。

## 収録曲

### A面
1. テンパス・フュージット - Tempus Fugit
2. エニグマ - Enigma
3. レイズ・アイデア - Ray's Idea

### B面
1. ケロ - Kelo
2. アイ・ウェイテッド・フォー・ユー - I Waited For You
3. C.T.A. - C.T.A.

## 演奏メンバー
- マイルス・デイヴィス - トランペット
- J・J・ジョンソン - トロンボーン
- ジミー・ヒース - テナー・サックス
- ギル・コギンズ - ピアノ
- パーシー・ヒース - ベース
- アート・ブレイキー - ドラムス